# Xie Tieli
Xie Tieli, né le 27 décembre 1925 à Huai'an dans le nord du Jiangsu et mort le 19 juin 2015 à Pékin, est un cinéaste chinois.

## Biographie
Xie Tieli est né en 1925 à Huai’an, dans le nord du Jiangsu. Il fait du théâtre militant et participe à des activités artistiques au sein de l’armée. En 1950, il travaille au ministère de la culture à Pékin.

## Hommage
Il a reçu le Coq d'or de la meilleure réalisation.